# Chiesa di San Martin del Colle
La chiesa di San Martin del Colle è una chiesa situata sulla vecchia strada (oggi parzialmente percorribile a piedi) che collega Casciana Terme a Collemontanino.

## Storia

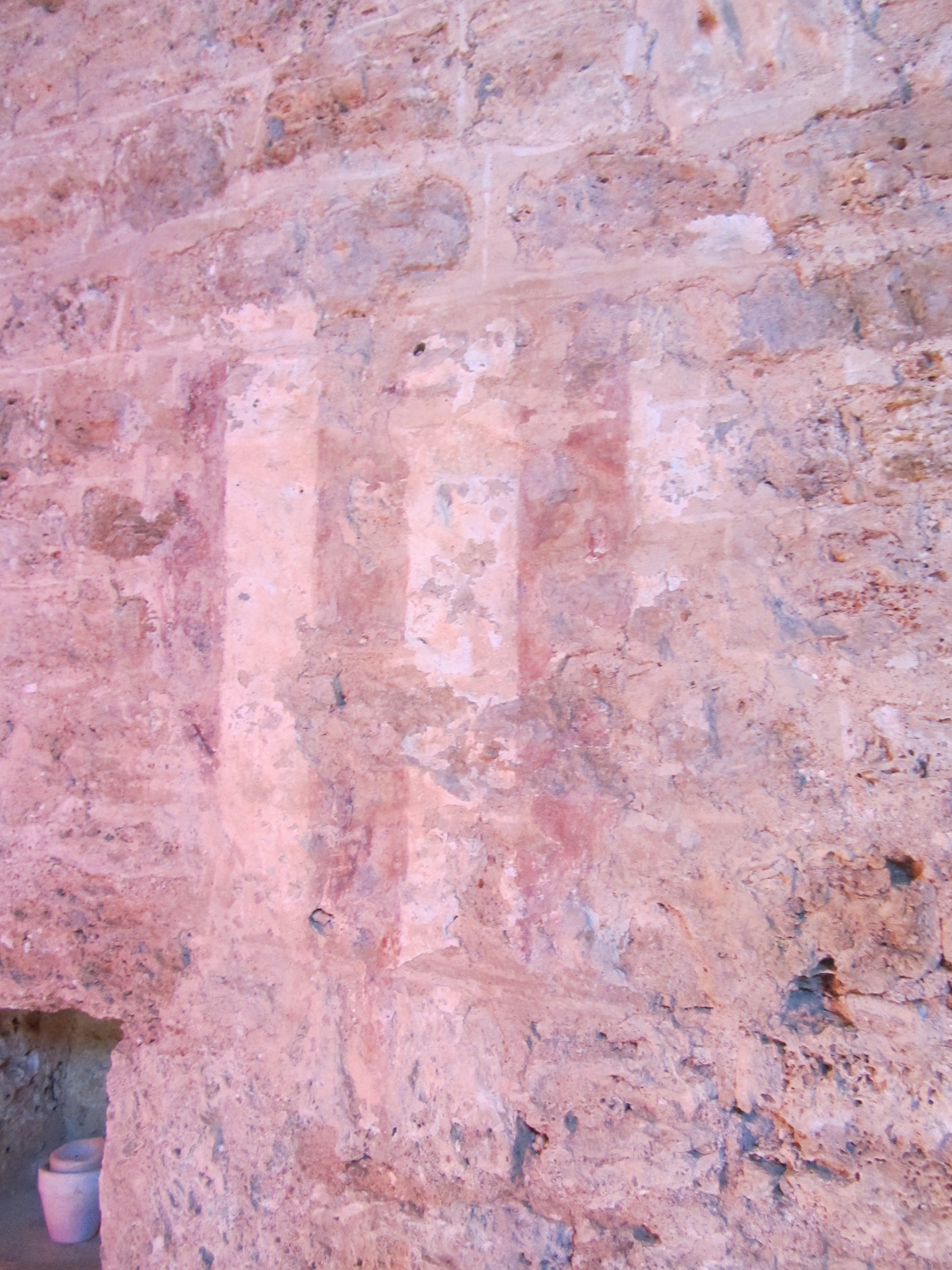
Affresco a soggetto araldico che ricorda lo stemma di Ugo II di Toscana

L'edificio è databile all'età preromanica (IX-XI secolo), sovrapposto a un piccolo sacello ancora precedente, del IV-V secolo.
Ben conservato, l'edificio è parte dell'Agriturismo "San Martin del Colle", al quale ci si può rivolgere per una visita

## Descrizione e stile
Sulle murature esterne si conservano interessanti decorazioni scultoree, sulla facciata e sull'abside.
All'interno, spoglio, si trovano un cippo sepolcrale etrusco riadattato ad acquasantiera e tracce di due affreschi araldici forse riconducibili allo stemma dei Cadolingi, famiglia comitale che ebbe dominio nella zona), oltre a una riproduzione moderna dell'Annunciazione per la festa del capodanno toscano (25 marzo).